# Coponnier
 (juin 2022).
Si vous disposez d'ouvrages ou d'articles de référence ou si vous connaissez des sites web de qualité traitant du thème abordé ici, merci de compléter l'article en donnant les références utiles à sa vérifiabilité et en les liant à la section « Notes et références ».
Un coponnier est, au Moyen Âge, un agent de la seigneurie ecclésiastique de Lyon gérant les ports de la ville et percevant les taxes qui touchent l'activité portuaire fluviale.